# Medaller dels Jocs Olímpics d'Estiu de 1906

Els Anells Olímpics, símbol dels Jocs Olímpics.

El medaller dels Jocs Olímpics d'Atenes de 1906 presenta totes les medalles lliurades als esportistes guanyadors dels esdeveniments disputats en aquest esdeveniment, realitzat entre el 22 d'abril i el 2 de maig de 1906 a la ciutat d'Atenes (Grècia). Actualment, el medaller no és reconegut oficialment pel COI, tot i que en el seu moment si s'organitzà com a oficial.
Les medalles apareixen agrupades pels Comitès Olímpics Nacionals participants i s'ordenen de forma decreixent contant les medalles d'or obtingudes; en cas d'haver empat, s'ordena d'igual forma contant les medalles de plata i, en cas de mantenir-se la igualtat, es conten les medalles de bronze. Si dos equips tenen la mateixa quantitat de medalles d'or, plata i bronze, es llisten en la mateixa posició i s'ordenen alfabèticament.

## Medaller
(País amfitrió ressaltat.)
| Jocs Olímpics d'estiu 1906 | Jocs Olímpics d'estiu 1906 | Jocs Olímpics d'estiu 1906 | Jocs Olímpics d'estiu 1906 | Jocs Olímpics d'estiu 1906 | Anells Olímpics |
| Posició                    | País                       | Or                         | Plata                      | Bronze                     | Total           |
| 1                          | França                     | 15                         | 9                          | 16                         | 40              |
| 2                          | Estats Units               | 12                         | 6                          | 6                          | 24              |
| 3                          | Grècia                     | 8                          | 13                         | 13                         | 34              |
| 4                          | Regne Unit                 | 8                          | 11                         | 5                          | 24              |
| 5                          | Itàlia                     | 7                          | 6                          | 3                          | 16              |
| 6                          | Suïssa                     | 5                          | 6                          | 4                          | 15              |
| 7                          | Alemanya                   | 4                          | 6                          | 5                          | 15              |
| 8                          | Noruega                    | 4                          | 2                          | 1                          | 7               |
| 9                          | Àustria                    | 3                          | 3                          | 3                          | 9               |
| 10                         | Dinamarca                  | 3                          | 2                          | 1                          | 6               |
| 11                         | Suècia                     | 2                          | 5                          | 7                          | 14              |
| 12                         | Hongria                    | 2                          | 5                          | 3                          | 10              |
| 13                         | Bèlgica                    | 2                          | 1                          | 3                          | 6               |
| 14                         | Finlàndia                  | 2                          | 1                          | 1                          | 4               |
| 15                         | Canadà                     | 1                          | 1                          | 0                          | 2               |
| 16                         | Equip Mixt                 | 0                          | 2                          | 0                          | 2               |
| 17                         | Països Baixos              | 0                          | 1                          | 2                          | 3               |
| 18                         | Austràlia                  | 0                          | 0                          | 3                          | 3               |
| 19                         | Bohèmia                    | 0                          | 0                          | 2                          | 2               |
| Total                      | Total                      | 78                         | 80                         | 78                         | 226             |